# A sivatag rabjai
A sivatag rabjai (eredeti cím: Passion in the Desert) 1997-ben bemutatott amerikai kalandfilm, amely Honoré de Balzac novellája alapján készült. A film egy fiatal francia katonatiszt, Augustin Robert (Ben Daniels) kalandjait követi nyomon a 18. század végén Egyiptomban, Napóleon egyiptomi hadjárata során; nagy részében a katona és az életét megmentő leopárd között szövődött szerelem története.
Az élőszereplős játékfilm rendezője és producere Lavinia Currier. A forgatókönyvet Lavinia Currier és Martin Edmunds írta, a zenéjét José Nieto szerezte. A mozifilm a Roland Film gyártásában készült, a Fine Line Features forgalmazásában készült. Műfaja kalandos filmdráma.
Amerikában 1998. június 12-én a mozikban. Magyarországon viszonylag kevés késéssel bemutatták, a mozikban feliratos változatban vetítették. A magyar változatot 1999-ben adták ki VHS-en.

## Szereplők
| Szereplő                       | Színész              | Magyar hang     |
| ------------------------------ | -------------------- | --------------- |
| Augustin Robert                | Ben Daniels          | Kőszegi Ákos    |
| Jean-Michel Venture de Paradis | Michel Piccoli       | Tolnai Miklós   |
| Grognard                       | Paul Meston          | Bácskai János   |
| Katonatiszt                    | Kenneth Collard      | Földi Tamás     |
| Bedouin menyasszony            | Nadia Odeh           | eredeti nyelven |
| Pásztorfiú                     | Auda Mohammed Badoul | eredeti nyelven |
| Kuruzsló                       | Mohammed Ali         | eredeti nyelven |
| Katona                         | N/A                  | Bicskey Lukács  |

## Betétdalok
| Dal                                     | Zeneszerző   |
| --------------------------------------- | ------------ |
| The Lost City                           | Jose Nieto   |
| Simoon                                  | Jose Nieto   |
| Chase Near The Lost City                | Jose Nieto   |
| A Dream                                 | Jose Nieto   |
| Helalisa                                | Hamza El Din |
| The Shepherd Boy                        | Jose Nieto   |
| The Attack of The Mamelucs              | Jose Nieto   |
| A Night In The Lost City                | Jose Nieto   |
| Avoiding The Beast                      | Jose Nieto   |
| Ollin Arageed                           | Hamza El Din |
| The Painter                             | Jose Nieto   |
| A Friend                                | Jose Nieto   |
| Alone (The Painter's Death)             | Jose Nieto   |
| The Desert                              | Jose Nieto   |
| Walking In Circles (Lost In The Desert) | Jose Nieto   |
| The Leopard (Infidelity)                | Jose Nieto   |
| The End of a Passion                    | Jose Nieto   |

## Televíziós megjelenések
A magyar változattal a televízióban vetítették le.
HBO, TV2